# Bombové útoky v Birminghamu
Bombové útoky v Birminghamu se odehrály 21. listopadu 1974, když bomby vybuchly ve dvou hospodách v centru Birminghamu. Výbuch zabil 21 lidí a zranil 182 dalších. Prozatímní IRA nikdy oficiálně nepřihlásila k zodpovědnosti za bombové útoky.
Šest Irů bylo zatčeno několik hodin po útoku, a v roce 1975 odsouzeno k doživotním trestům za bombové útoky. Muži, kteří se stali známí jako Birminghamská šestka, byli k přiznání donuceni mučeními a po šestnáctileté kampani byla jejich usvědčení prohlášena za justiční omyl zrušena odvolacím soudem v roce 1991. Epizoda je vnímána jako jeden z nejhorších justičních omylu britské právní historie.
Bombové útoky v Birminghamu jsou vnímány jako jeden z nesmrtonosnějších útoků během konfliktu v Severním Irsku a nejhorší teroristický útok na území Velké Británie v období mezi druhou světovou válkou a bombovými útoky v Londýně v roce 2005.